# Age of Empires II: Definitive Edition
Age of Empires II: Definitive Edition là một game chiến lược thời gian thực do Forgotten Empires phát triển và được Xbox Game Studios phát hành. Đây là một phiên bản remaster sau cùng của bản game gốc Age of Empires II: The Age of Kings, kỷ niệm 20 năm của bản gốc. Phần hình ảnh trong game được cải thiện đáng kể, hỗ trợ độ phân giải 4K, một chiến dịch chơi đơn mới mang tên The Last Khans và bốn nền văn minh mới. Game còn bao gồm tất cả các bản mở rộng trước đó từ phiên bản gốc và HD. Nó được phát hành vào ngày 14 tháng 11 năm 2019 trên Windows và ngày 2 tháng 1 năm 2023 trên hệ máy Xbox One và Xbox Series X/S.

## Lối chơi
Các yếu tố lối chơi cốt lõi được chia sẻ rất nhiều với phiên bản gốc nhưng Definitive Edition được xây dựng dựa trên nó. Bản remaster này bao gồm đồ họa 4K, hình ảnh cải tiến mới cho quân đội và công trình, khả năng phóng to và thu nhỏ hơn và chế độ người xem mới. Nó cũng có một chiến dịch mới gọi là The Last Khans và bốn nền văn minh mới: Bulgaria, Cuman, Litva và Tatar. Nó cũng bao gồm tất cả các bản mở rộng trước đó từ bản gốc (The Conquerors) và HD edition (The Forgotten, The African Kingdoms, Rise of the Rajas).
Người chơi có thể chọn giữa AI gốc, AI HD Edition cập nhật được thêm vào cùng với Phiên bản HD Edition của trò chơi và AI mới hơn được phát triển cho DE. AI gốc phải gian lận để cạnh tranh, trong khi AI mới đủ tiến bộ để không yêu cầu bất kỳ gian lận nào. Khi các AI cũ và mới được đọ sức với nhau trong một thử nghiệm, cái mới dễ dàng đánh bại cái cũ. Cơ chế tìm đường đơn vị quân cũng được cải thiện rõ rệt.

## Phát hành
Vào ngày 21 tháng 8 năm 2017 tại Gamescom, Microsoft đã công bố Age of Empires II: Definitive Edition được phát triển bởi Forgotten Empires, Tantalus Media và Wicked Witch Software. Vào ngày 9 tháng 6 năm 2019, Microsoft đã tiết lộ đoạn trailer giới thiệu lối chơi tại Xbox E3 2019. Nó được phát hành trên Xbox Games Pass ngoài Steam và Windows Store vào ngày 14 tháng 11 năm 2019.
Đến ngày 2 tháng 1 năm 2023, tựa game này phát hành trên hệ máy Xbox One và Xbox Series X/S, đánh dấu sự trở lại của dòng game Age of Empries sau hơn 20 năm phát hành kể từ lần đầu dòng game này phát hành trên hệ máy console với tựa game đầu tiên là Age of Empires II: The Age of Kings trên hệ máy PlayStation 2 vào năm 2001

## Đón nhận
Age of Empires II: Definitive Edition nhận được đánh giá "nói chung là thuận lợi" theo trang web tổng hợp kết quả đánh giá Metacritic với số điểm 81/100 từ 17 đánh giá. Cale Hunt của Windows Central ca ngợi các họa phẩm, hoạt hình và chất lượng cuộc sống bổ sung được cải thiện nhưng chỉ trích cơ chế tìm đường của AI và cần phải cân bằng hơn nữa.